# Ferfer
Ferfer (auch Fer Fer; Somali Feerfeer, Amharisch ፌርፌር Fērfēr) ist Hauptort der gleichnamigen Woreda Ferfer in der Gode-Zone der Somali-Region von Äthiopien.

## Geografie
Der Ort liegt nahe dem Fluss Shabelle, an der Grenze zwischen Äthiopien und der Region Hiiraan in Somalia. Er war immer wieder von Überschwemmungen des Shabelle betroffen, unter anderem 1997 und 1999.
2005 hatte Ferfer nach Angaben der Zentralen Statistikagentur Äthiopiens 4.411 Einwohner. Gemäß der Volkszählung 1997 waren alle 2.956 Einwohner Somali. Wichtigste Clans sind die Hawadle-Hawiya und die Reer Aw Hassan.

## Geschichte
Während der Zeit, als die Stadt zu Italienisch-Ostafrika gehörte, erreichte 1941 die Betriebsspitze der nördlichen Verlängerung der Bahnstrecke Villaggio Duca degli Abruzzi–Bulo-Burti Ferfer. Da aber im Zuge des Zweiten Weltkriegs fast zeitgleich die britische Armee die Kolonie besetzte, ist fraglich, ob der Betrieb je aufgenommen wurde.
Wegen seiner Lage an der Grenze war Ferfer von den Konflikten zwischen Somalia und Äthiopien um das Ogadengebiet betroffen. So kam es im Zuge des kurzen Grenzkrieges von 1964 zu Gefechten. Auch nach der Niederlage Somalias im Ogadenkrieg 1977/78 blieb die Grenzstadt zunächst unter Kontrolle somalischer Truppen, ebenso wie Mustahil, Geladin, Shilabo und weitere Orte.
Im Juni 2008 drang die islamistische Gruppierung al-Shabaab aus Somalia kurzzeitig nach Ferfer vor. Ende 2009 drohte Hisbul Islam, eine weitere Gruppierung, mit Angriffen gegen die Armeebasis und Regierungsgebäude in Ferfer.

## Wirtschaft und Infrastruktur
Ferfer ist Standort einer wichtigen Basis der äthiopischen Armee, von der aus diese verschiedentlich in den Bürgerkrieg in Somalia eingriff.
Das malaysische Unternehmen Petronas hat Konzessionen für die Suche nach Erdöl und Erdgas in Ferfer erworben.